# تلسکوپ آیزاک نیوتن
تلسکوپ آیزاک نیوتن (به انگلیسی: Isaac Newton Telescope) یک تلسکوپ نوری ۲٫۵ متری است که از سال ۱۹۸۴ توسط گروه تلسکوپ‌های ایزاک نیوتون در رصدخانه صخره بچه‌ها در لا پالما از جزیره‌های جزایر قناری در کشور اسپانیا اداره می‌شود.
تلسکوپ آیزاک نیوتن که به اختصار INT نامیده می‌شود، ابتدا در قلعه هرستمن‌زو در ساسکس، انگلستان (محل رصدخانه سلطنتی گرینویچ) قرار گرفته بود و در سال ۱۹۶۷ توسط الیزابت دوم افتتاح شده بود اما به دلیل آلودگی نوری گرینویچ در سال ۱۹۷۹به لا پالما در اسپانیا ارسال شد.

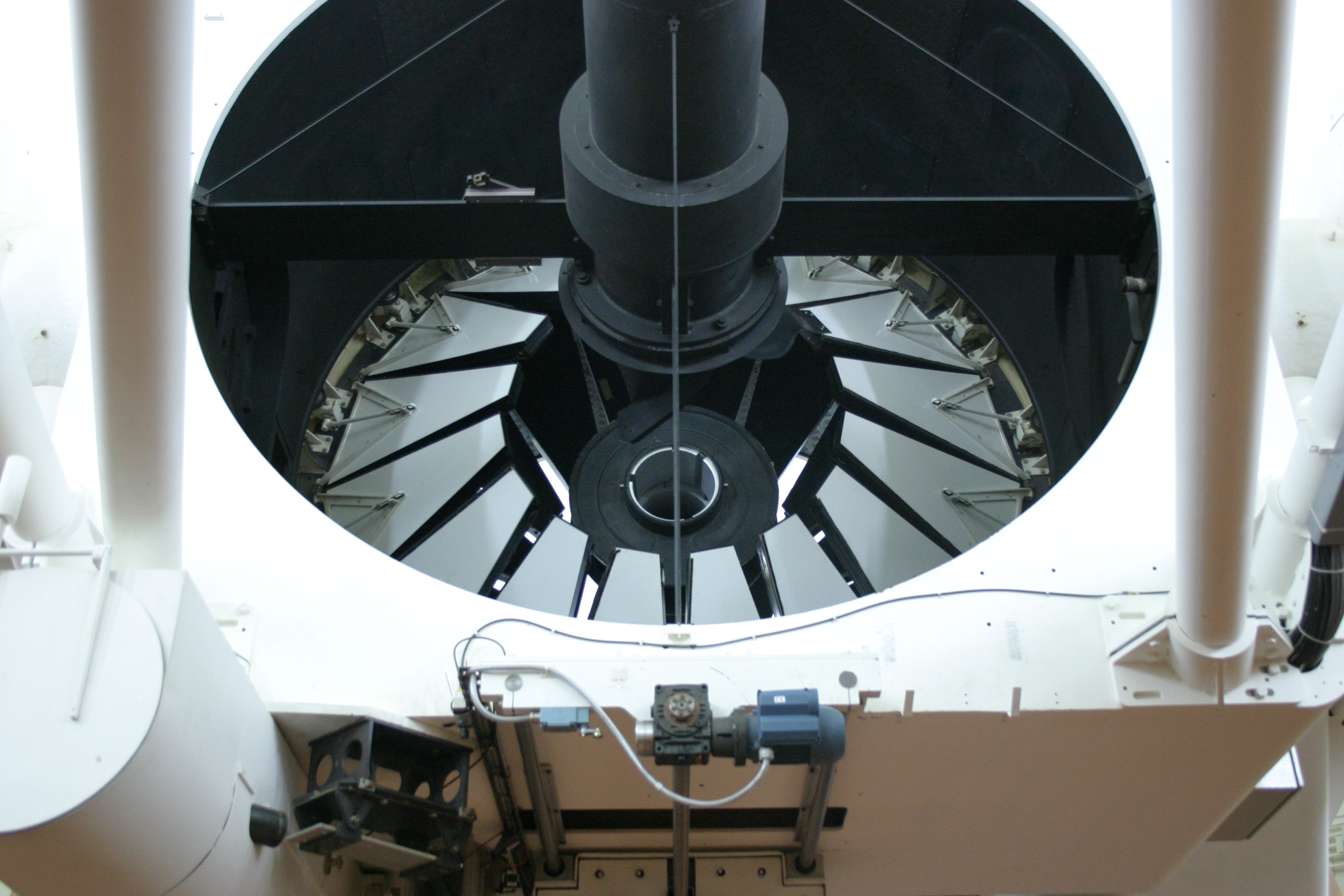
آینه اصلی تلسکوپ آیزاک نیوتن در رصدخانه صخره بچه‌ها در لا پالما، اسپانیا